# Rosa morrisonensis
Rosa morrisonensis — вид рослин з родини розових (Rosaceae); ендемік Тайваню.

## Опис
Кущ невеликий, 1–2 м заввишки. Гілочки голі. Колючки попарні під листками, прямі, до 1.3 см, плоскі; щетина іноді присутня і щільна. Листки включно з ніжками 3–5 см завдовжки; прилистки прилягають до ніжки, вільні частини довгасто-ланцетні; ребра й ніжки з кількома короткими колючками, залозисто-запушені; листочків 7–11(13), обернено-яйцюваті або довгасті, 6–12 × 5–8 мм, голі, основа округлена або широко клиноподібна, край гостро пилчастий у верхній частині, цілий знизу, верхівка округло-тупа або усічена. Квітка поодинока на кінчиках коротких гілок, пазушних, приблизно 2.5 см у діаметрі; квітоніжка 1–1.5 см, гола або майже так; приквітки відсутні. Чашолистків 4, ланцетні, знизу голі, іноді рідко залозисті, зверху густо запушені, край цілий, верхівка довго загострена. Пелюстків 4, білі, трохи довго обернено-яйцюваті, основа клиноподібна, верхівка округла. Плоди шипшини червоні, грушоподібні або обернено-яйцюваті, діаметром 6–8(15) мм, із стійкими, розпростертими чашолистиками.
Період цвітіння: червень — липень.

## Поширення
Ендемік Тайваню.
Населяє альпійські регіони; на висотах 3200–4200 м.